# أبو بكر يحيى بن الخياط
هو أبو بكر يحيى بن أحمد المعروف بابن الخياط، أحد تلاميذ أبي القاسم مسلمة بن أحمدالمرحيطي في علم العدد والهندسة، ولكنه مال بعد ذلك إلى علم النجوم واشتهر به، وتوفي بطليطلة سنة 447 وقد قارب الثمانين. ذكره صاعد وابن أبي أصيبعة، اشتهر بالطب والرياضيات والهندسة والفلك.

## سيرته
هو أبو بكر يحيى بن أحمد المعروف بابن الخياط، طبيب، رياضي، مهندس وفلكي، من علماء الأندلس في القرن الخامس الهجري. ذكره صاعد في (طبقات الأمم)، ولخص عنه ترجمته ابن أبي أصيبعة. قال صاعد أنه كان أحد تلاميذ أبي القاسم المجريطي في علم العدد والهندسة. ثم مال إلى أحكام النجوم فبرع فيها. وكانت وفاته بطليطلة سنة 447 هـ.